# Keresztes–Eperjesi-kúria
A mikefalvi Keresztes–Eperjesi-kúria műemlék épület Romániában, Maros megyében. A romániai műemlékek jegyzékében az MS-II-m-B-15719 sorszámon szerepel.